# نيلس فوس
نيلس فوس (بالدنماركية: Nils Foss)‏ هو مهندس مدني ومهندس دنماركي، ولد في 11 مايو 1928، وتوفي في 16 مايو 2018 بسبب مرض باركنسون.